# Fluorid plutoničný
Fluorid plutoničný je anorganická sloučenina s chemickým vzorcem PuF5. Je to toxická radioaktivní pevná bílá látka.

## Příprava
Fluorid plutoničný lze připravit fotolýzou fluoridu plutoniového na fluorid plutoničný a fluor.